# Муньяно-дель-Кардінале
Муньяно-дель-Кардінале (італ. Mugnano del Cardinale) — муніципалітет в Італії, у регіоні Кампанія, провінція Авелліно.
Муньяно-дель-Кардінале розташоване на відстані близько 210 км на південний схід від Рима, 35 км на схід від Неаполя, 14 км на захід від Авелліно.
Населення — 5357 осіб (2014).

## Демографія
Населення за роками:

Станом на 1 січня 2023 року в муніципалітеті офіційно проживали 194 іноземці з 26 країн, серед них 43 громадяни країн Євросоюзу та 51 громадянин України.

## Сусідні муніципалітети
- Баяно
- Меркольяно
- Монтефорте-Ірпіно
- Куадрелле
- Сіриньяно
- Вішіано